# 카렐 피치
카렐 피치(체코어: Karel Píč, 에스페란토: Karolo Piĉ 카롤로 피치, 1920년 12월 6일~1995년 8월 15일)는 체코의 시인이자 에스페란티스토다. 피치는 에스페란토에서 매우 실험적인 어법들을 선보였다.
호르헤 카마초는 피치에 대하여 다음과 같이 유머로 평하였다.
| “ | 피치처럼 캐럴 부르는 게 촌스럽게 말하는 것보다 낫다. Prefere karoli piĉe ol paroli kiĉe. | ” |

## 작품

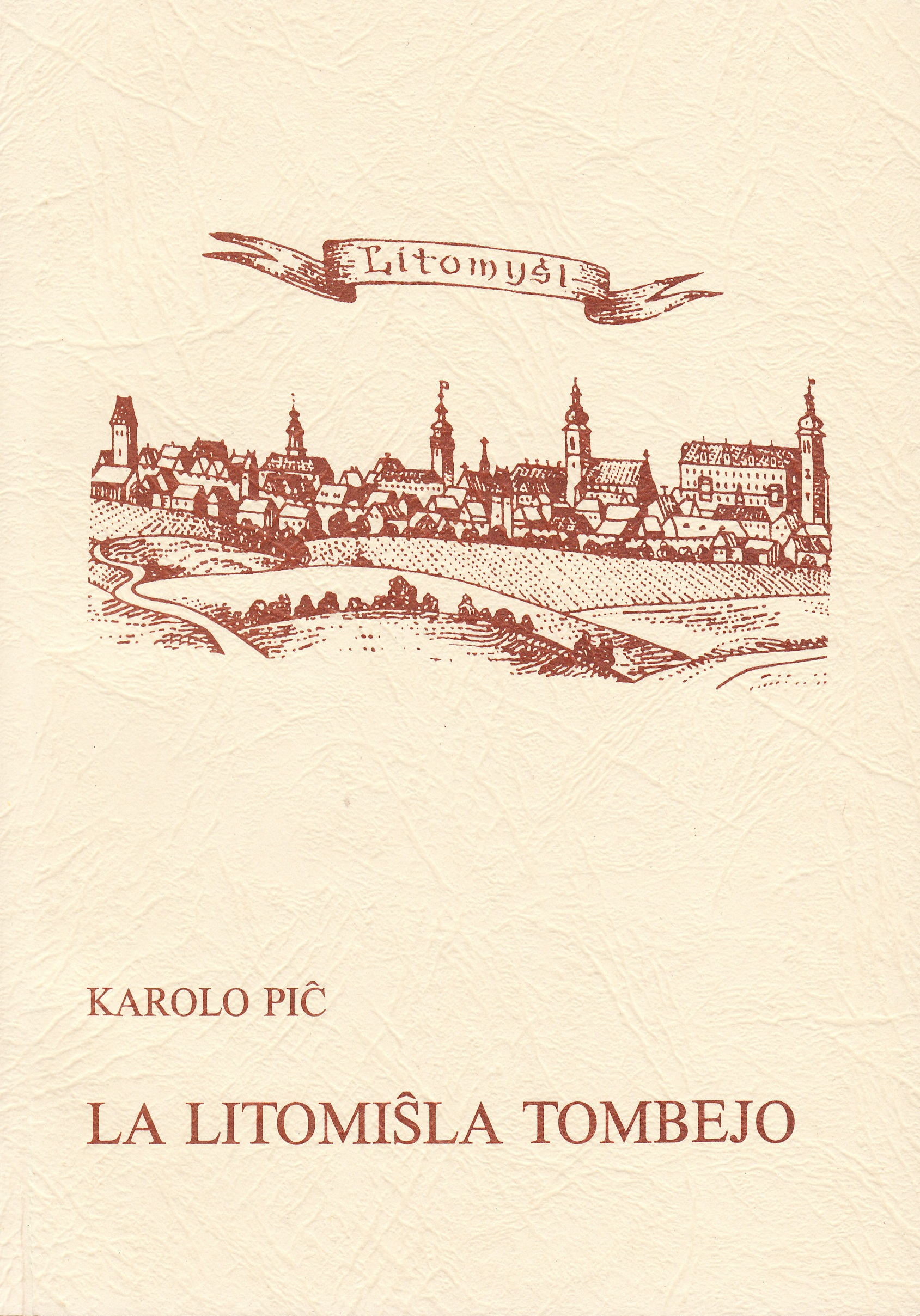
《리토미슐의 공동묘지》 표지

- 《리토미슐의 공동묘지》(에스페란토: La Litomiŝla Tombejo, 소설)
- 《버뮤다 삼각지대》(에스페란토: La Bermuda triangulo (단편소설집)
- 《샹블레의 임종을 알리는 종》(에스페란토: La mortsonorilo de Chamblay, 범죄 소설, 1983년, Saarbrücken, 출판사 Iltis, 249쪽)
- 《잡담실》(에스페란토: Klaĉejo, 소설)
- 《고뇌》(에스페란토: Angoro, 시집)
- 《집착》(에스페란토: Obsedo)
- 《에스페란토의 내적 삶》(에스페란토: La interna vivo de Esperanto, 에세이집)
- Naturalismo kaj skemismo
- Urbi et orbi
- Perspektivoj de la Ilustralo
- Kritiko kaj recenzistiko en Esperanto
- 《작가의 지위》(에스페란토: Ordeno de verkistoj, 소설, 1997년 사후 출판)

## 참고 문헌
- Vlastimil Novobilský: Skizo pri la Esperanta literaturo, p. 57, eldonis Esperanto-junularo ĉe Domo de Kulturo en Opava (1956)
- S. Kamarýt: Historio de La Esperanto-movado en Ĉeĥoslovakio, p. 111, ĈEA 1982
- Alfonso Pechan: Gvidlibro por supera ekzameno, p. 155, Budapest 1966